# مارك رولاند
مارك رولاند (بالإنجليزية: Mark Rowland) هو منافس ألعاب قوى بريطاني، ولد في 7 مارس 1963 في Horsham ‏ في المملكة المتحدة.

## وصلات خارجية
- مارك رولاند على موقع الاتحاد الدولي لألعاب القوى (الإنجليزية)
- مارك رولاند على موقع اللجنة الأولمبية الدولية (الإنجليزية)
- مارك رولاند على موقع أوليمبيديا (الإنجليزية)
- مارك رولاند على موقع اللجنة الأولمبية البريطانية (الإنجليزية)